# 효강광황후
효강광황후 왕씨(孝剛匡皇后 王氏, ? ~ 강희 원년/영력 16년(1662년))은 남명의 황제 영력제(永曆帝)의 황후이다. 천주교 세례명은 안나(Anne, 亞納)이다.
숭정 시기에 혼인을 하여, 영명왕비와 계왕비로 재위하였다. 순치 3년/융무 2년(1646년)에 영력제가 황제로 즉위하자 왕씨도 황후로 즉위하였다. 영력제는 계속 청나라 군대를 피해서 버마로까지 피난을 하였으나, 오삼계 군대에 잡혀서 영력제와 태자 주자훤(朱慈煊)은 영력 16년(1662년)에 처형당하였고, 소성태후와 황후 왕씨는 베이징으로 압송되었다. 몇 달 후 황후 왕씨는 의문사하였다.
그것을 안 정씨 왕국의 왕 정성공(鄭成功)은 시호를 효강민숙철신정화응천순성광황후(孝剛敏肅哲愼正和應天順聖匡皇后)라고 올렸다.